# Графство Вюртемберг
Графството Вюртемберг (на немски: Grafschaft Wirtenberg) е швабско графство на територията на Свещената римска империя във Вюртемберг, Баден-Вюртемберг, Германия, от 12 век до 1495 г. Управлявано е от фамилията на графовете от Дом Вюртемберг.

## История
През 12 век Вюртембергите получават титлата граф. Резиденция на графството е замъка Виртемберг, построен през 1080 г. от господаря на господство Вюртемберг Конрад I, син на господаря на Бойтелсбах, който произлиза от кралската Салическа династия, от херцозите Конрад I и Конрад II от Каринтия.
Първият граф на Вюртемберг е Лудвиг I от 1143 до 1158 г. Чрез женитбата на граф Улрих I († 1265) на 4 април 1251 г. с Мехтхилд фон Баден († 1258), дъщеря на Херман V, маркграф на Баден, по-късната столица Щутгарт идва към Вюртемберг.
Римско-немският крал и по-късен император Максимилиан I издига графството Вюртемберг на Херцогство Вюртемберг. На имперското събрание във Вормс на 21 юли 1495 г. Максимилиан I издига граф Еберхард V на херцог на Вюртемберг и херцог на Тек като Еберхард I.

## Графове
- Конрад I 1081 – 1110 (господар на господство Вюртемберг)
- Конрад II 1110 – 1143 (господар на господство Вюртемберг)

- 1143 – 1158 Лудвиг I (граф)
- 1158 – 1181 Лудвиг II
- 1181 – 1240 Хартман I
- 1194 – 1241 Лудвиг III
- 1241 – 1265 Улрих I, Дарителя
- 1265 – 1279 Улрих II
- 1279 – 1325 Еберхард I, Светейши
- 1325 – 1344 Улрих III
- 1344 – 1362 Улрих IV заедно с Еберхард II до неговото оттегляне 1362
- 1344 – 1392 Еберхард II, до 1362 заедно с Улрих IV
- 1392 – 1417 Еберхард III
- 1417 – 1419 Еберхард IV, Младия
- 1419 – 1426 Лудвиг I и Улрих V под регентството на тяхната майка, Хенриета фон Монбеляр († 1444)
- 1426 – 1442 Лудвиг I
- 1433 – 1442 Улрих V, заедно с Лудвиг I

Разделяне на Вюртемберг чрез договора от Нюртинген от 25 януари 1442 г.

### Щутгартска линия
- 1442 – 1480 Улрих V, Многообичаният
- 1480 – 1482 Еберхард VI, по-късния херцог Еберхард II

### Урахска линия
- 1442 – 1450 Лудвиг I, женен за Мехтхилд фон Пфалц
- 1450 – 1457 Лудвиг II
- 1457 – 1482 Еберхард V

Обединение на Вюртемберг чрез договора от Мюнзинген от 14 декември 1482 г. 

### Обединен Вюртемберг
- 1482 – 1495 Еберхард V
- от 1495 като херцог Еберхард I